# Reseda (Los Angeles)

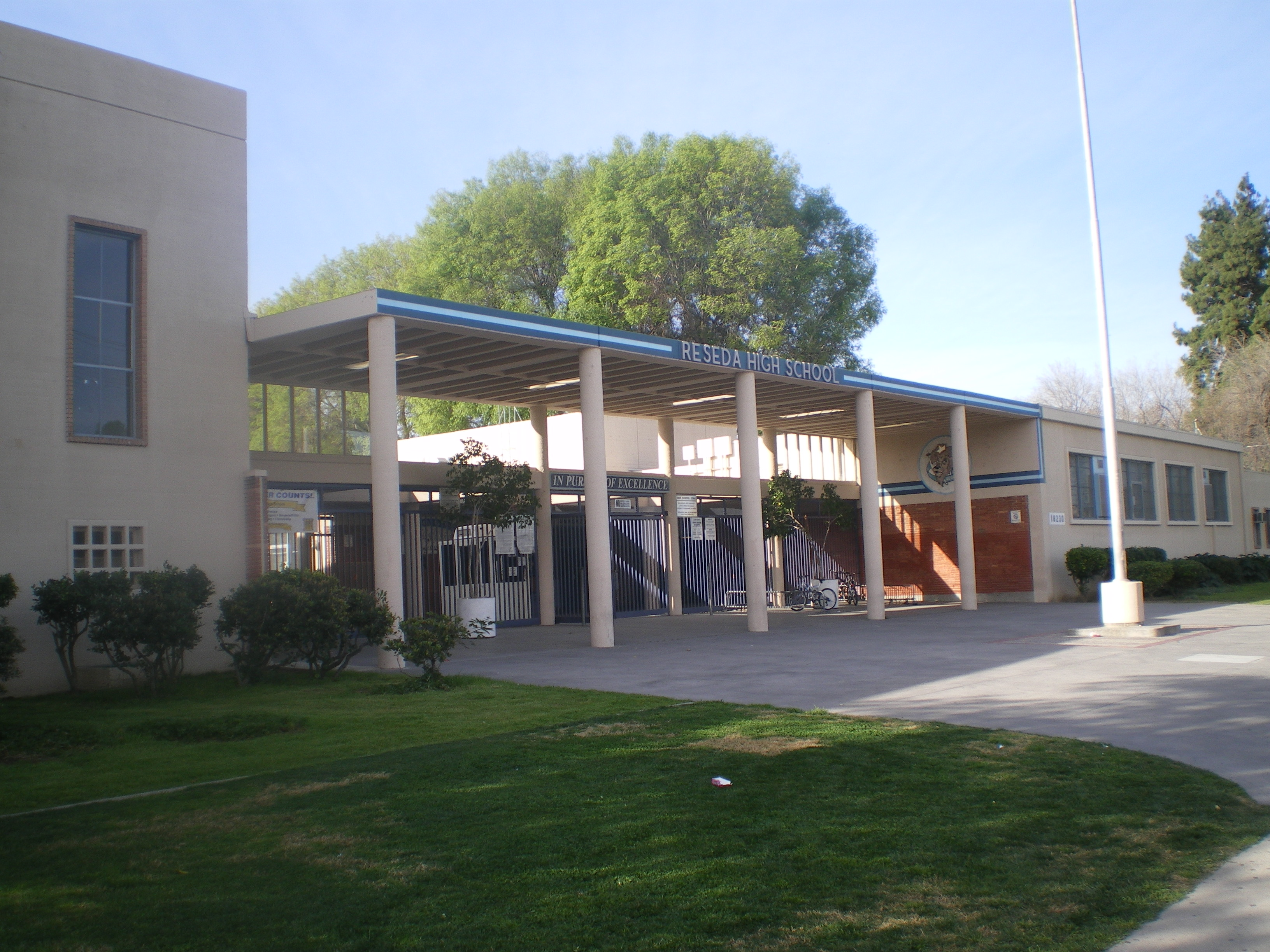
Escola Preparatòria Reseda

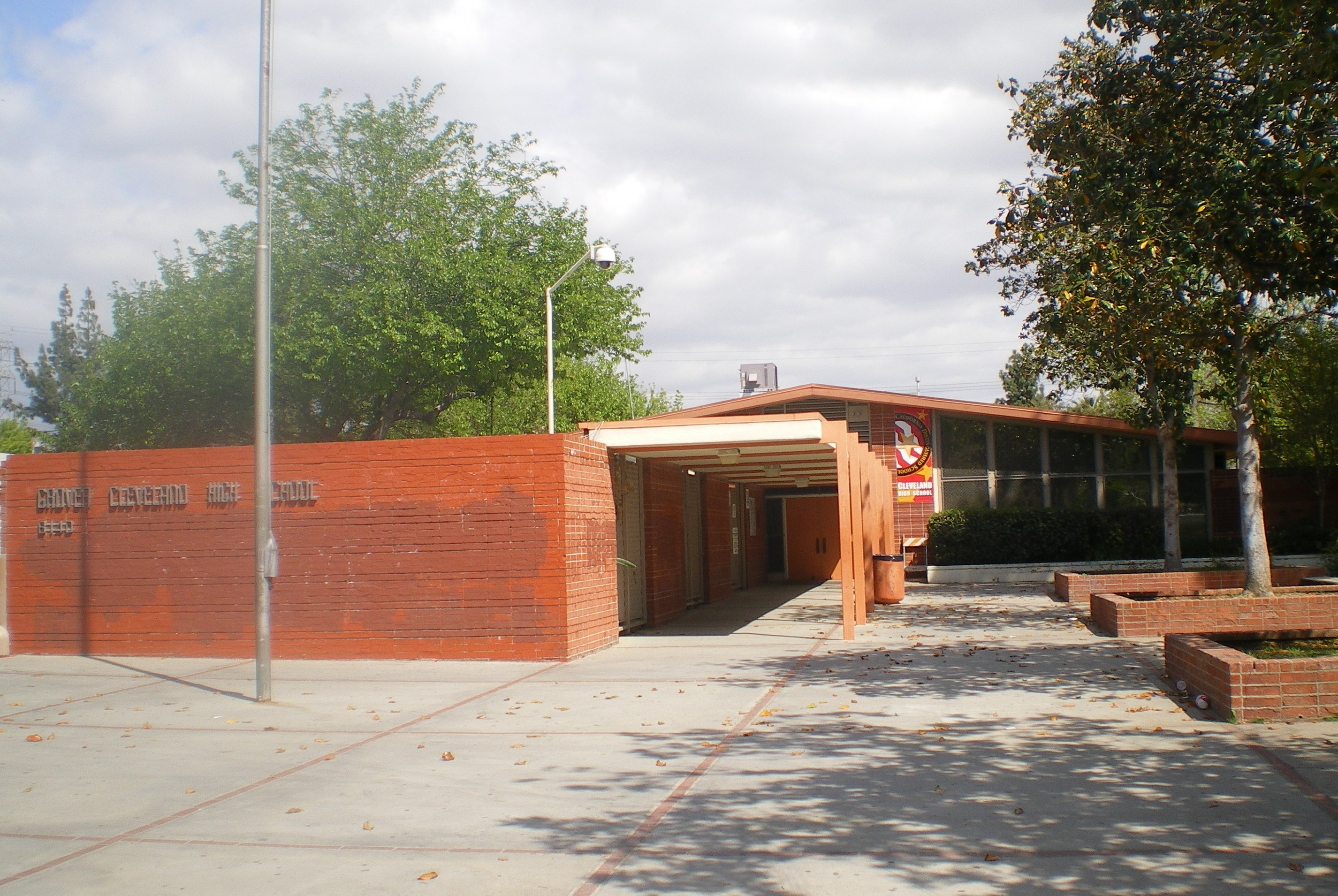
Escola Preparatòria Grover Cleveland

Reseda és un barri de la Vall de San Fernando de la ciutat de Los Angeles, Califòrnia. L'àrea estava originalment habitada pels natius americans dels Estats Units, de la tribu tongva, que vivia a prop del riu Los Angeles.
El Districte Escolar Unificat de Los Angeles (LAUSD) gestiona escoles públiques. Reseda té les escoles preparatòries de Reseda (Reseda High School) i Grover Cleveland (Cleveland High School).